# Splatoon 2
Splatoon 2 est un jeu vidéo de tir à la troisième personne développé par Nintendo EPD et édité par Nintendo, sorti le 21 juillet 2017 sur Nintendo Switch.
Tout comme dans le premier opus, le joueur incarne un « Inkling » ou un « Octaling » (une fois l'histoire du DLC Octo Expansion terminée) qu’il peut transformer en humain (notamment pour tirer) ou en calamar (pour les inklings) ou en poulpe (pour les octalings) pour se déplacer plus rapidement dans l'encre. Celui-ci tire de l'encre avec ses différentes armes et peut nager dans celle-ci en forme de calamar. Le joueur possède aussi une arme secondaire (bombe) et une arme spéciale qui a pour but d’aider l’équipe afin de gagner la partie, ou pour aider le joueur directement. 
Une suite intitulée Splatoon 3 est disponible depuis le 9 septembre 2022.

## Système de jeu

### Généralités
Le jeu reprend les mécaniques introduites dans le premier opus, Splatoon, sorti en mai 2015 sur Wii U, mais avec des modifications comme de nouvelles armes, de nouveaux modes de jeu (Salmon Run) et de nouveaux accessoires. Le jeu est essentiellement basé sur le multijoueur, mais il existe aussi un « mode héros » qui se joue seul et sans connexion internet nécessaire.
Le joueur peut personnaliser son Inkling ou son Octaling à n’importe quel moment du jeu, via les options. Il peut changer la couleur de sa peau, la couleur de ses yeux, la coupe de cheveux, etc. Le jeu possède aussi un système d’équipement pour personnaliser les vêtements de son personnage. Il est aussi possible d'obtenir des bonus sur ces équipements.
Splatoon 2 utilise la position géographique du joueur pour trouver une partie afin d’éviter des latences. Ainsi, les joueurs sont choisis en fonction de la proximité qu’ils ont l’un de l’autre sur l’échelle du pays ou du continent, à la différence du premier opus.  

### Modes de jeu
Le jeu propose différents modes de jeu :
- Mode solo (ou l'Octacanyon) : le joueur, également appelé Numéro 4, doit combattre une nouvelle fois l'armée octarienne, les octariens, afin de sauver Ayo, cousine d'Oly, et récupérer le Grand Poisson-charge. Pour cela, le joueur traverse différents mondes composés de plusieurs niveaux variés. Tous les mondes comprennent également un boss chacun. Il est possible de débloquer des « armes héroïques » en finissant tous les niveaux du mode solo avec une même arme.
- Guerre de territoire : unique mode durant les matchs classiques durant lequel deux équipes de quatre joueurs se disputent le territoire d'un stage sur un temps de 3 minutes. L'équipe ayant recouvert la plus grande surface gagne la partie.
- Défense de zone (match pro) : le joueur et son équipe doivent conserver et défendre une zone précise, voire deux, le plus longtemps possible pendant un certain laps de temps.
- Expédition risquée (match pro) : l'objectif est de prendre le contrôle du stand mobile afin de l'amener à l'assaut de la base adverse. Le stand mobile devra passer des points de contrôle pour ainsi sauvegarder la traversée de l'équipe.
- Mission Bazookarpe (match pro) : le but est de récupérer le Bazookarpe et de l’amener sur un pylône près de la base ennemie en une minute, sinon celui-ci explose et retourne au centre[6]. Lorsque l'Inkling/Octaling détenant le Bazookarpe est « liquidé » les deux équipes doivent à nouveau le récupérer et l'amener le plus proche possible du pylône. La victoire est assurée à l'équipe l'ayant déposé sur le pylône. Dans le cas où le temps est écoulé, c'est l'équipe arrivée le plus proche du pylône qui gagne.
- Pluie de palourdes (match pro) : le but est de récupérer des palourdes sur le stage. Lorsqu'un joueur en a dix, il obtient une « super palourde », indispensable pour détruire le panier ennemi. Lorsque celui-ci est détruit, l'équipe doit alors jeter des palourdes dedans jusqu'à ce que le décompte se termine. L'équipe ayant mis le plus de palourdes dans le panier adverse remporte la partie.
- Salmon Run : une équipe de 4 joueurs élimine des Salmonoïdes et des Salmonoboss afin de récupérer des œufs de poisson dorés durant trois vagues d'assaut. La difficulté varie en fonction du niveau attribué aux joueurs. Ce mode de jeu peut être joué en ligne ou en local, mais il n'est cependant pas disponible tout le temps[7].
- Calamarcade : mode dans lequel vous pouvez jouer avec des amis en mode sans fil local. Dans le mode local, chaque joueur doit avoir une console et un exemplaire du jeu.
- Mode solo DLC (ou l'Octo Expansion) : le joueur (alias Numéro 8, un(e) Octaling) se réveille amnésique dans un étrange métro composé de 80 niveaux comprenant des épreuves afin de rejoindre "La Terre Promise". Pour cela, le joueur doit trouver les quatre "Machins" afin de pouvoir jouer l'Octaling dans les matchs en ligne[8]. Ce contenu additionnel est sorti le 14 juin 2018.
- Festimatchs (Splatfests) : mode de jeu similaire à la « Guerre de territoire ». Un festival est un évènement spécial opposant deux équipes organisées autour de deux thèmes (Mayo vs Ketchup, Chaos vs Ordre…). Cet événement a lieu également tous les mois jusqu'en juillet 2019[9].

### Stages
| Nom du stage                                                     | Illustration | Date de publication             | Présence dans Splatoon |
| ---------------------------------------------------------------- | ------------ | ------------------------------- | ---------------------- |
| Allées salées                                                    |              | Disponibles au lancement du jeu | Non                    |
| Gymnase Ancrage                                                  |              | Disponibles au lancement du jeu | Non                    |
| Scène Sirène                                                     |              | Disponibles au lancement du jeu | Non                    |
| Piste Méroule                                                    |              | Disponibles au lancement du jeu | Non                    |
| Institut Calam'Arts                                              |              | Disponibles au lancement du jeu | Non                    |
| Chantier Narval                                                  |              | Disponibles au lancement du jeu | Non                    |
| Tours Girelle                                                    |              | Disponibles au lancement du jeu | Oui                    |
| Docks Haddock                                                    |              | Disponibles au lancement du jeu | Oui                    |
| Plateforme polymorphe (jouable uniquement pendant les festivals) |              | 4 août 2017                     | Non                    |
| Manta Maria                                                      |              | 26 août 2017                    | Non                    |
| Serre Goémon                                                     |              | 16 septembre 2017               | Oui                    |
| Canalamar                                                        |              | 6 octobre 2017                  | Non                    |
| Skatepark Mako                                                   |              | 28 octobre 2017                 | Oui                    |
| Supermarché Cétacé                                               |              | 25 novembre 2017                | Non                    |
| Encrepôt                                                         |              | 15 décembre 2017                | Oui                    |
| Galerie des abysses                                              |              | 12 janvier 2018                 | Non                    |
| Centre Arowana                                                   |              | 2 février 2018                  | Oui                    |
| Stade Bernique                                                   |              | 2 mars 2018                     | Non                    |
| Carrière Caviar                                                  |              | 31 mars 2018                    | Oui                    |
| Hippo-Camping                                                    |              | 25 avril 2018                   | Oui                    |
| Parc Carapince                                                   |              | 1er juin 2018                   | Non                    |
| Hôtel Atoll                                                      |              | 1er juillet 2018                | Non                    |
| Tentatec Studio                                                  |              | 1er août 2018                   | Oui                    |
| Lagune aux gobies                                                |              | 3 octobre 2018                  | Non                    |

### Armes
| Catégorie        | Arme principale                    | Illustration | Arme secondaire | Arme spéciale         |
| ---------------- | ---------------------------------- | ------------ | --------------- | --------------------- |
| Lanceurs         | Marqueur lourd                     |              | Bombe curling   | Choc chromatique      |
| Lanceurs         | Marqueur lourd Néo                 |              | Balise de saut  | Multi-missile         |
| Lanceurs         | Marqueur lourd 7                   |              | Bombe splash    | Ultra-tamponneur      |
| Lanceurs         | Liquidateur Jr.                    |              | Bombe splash    | Armure d'encre        |
| Lanceurs         | Liquidateur Sr.                    |              | Bombe robot     | Pluie d'encre         |
| Lanceurs         | Liquidateur Jr. K                  |              | Bentorpille     | Lance-bulles          |
| Lanceurs         | Marqueur léger                     |              | Brume toxique   | Chromo-jet            |
| Lanceurs         | Marqueur léger Néo                 |              | Bombe ballon    | Lance-bombes gluantes |
| Lanceurs         | Aérogun                            |              | Bombe gluante   | Lance-bombes curling  |
| Lanceurs         | Aérogun premium                    |              | Fontaine        | Chromo-sphère         |
| Lanceurs         | Aérogun select                     |              | Bombe ballon    | Jolizator             |
| Lanceurs         | Liquidateur                        |              | Bombe ballon    | Choc chromatique      |
| Lanceurs         | Liquidateur griffé                 |              | Bombe splash    | Chromo-jet            |
| Lanceurs         | Liquidateur K                      |              | Bombe gluante   | Multi-missile         |
| Lanceurs         | Calibre 2000                       |              | Détecteur       | Chromo-sphère         |
| Lanceurs         | Calibre 2000 chic                  |              | Bombe curling   | Pigmalance            |
| Lanceurs         | Calibre 2000 K                     |              | Mur d'encre     | Jolizator             |
| Lanceurs         | N-ZAP 85                           |              | Bombe gluante   | Armure d'encre        |
| Lanceurs         | N-ZAP 89                           |              | Bombe robot     | Multi-missile         |
| Lanceurs         | N-ZAP 83                           |              | Fontaine        | Pluie d'encre         |
| Lanceurs         | Liquidateur pro                    |              | Détecteur       | Pluie d'encre         |
| Lanceurs         | Liquidateur pro griffé             |              | Bombe gluante   | Lance-bulles          |
| Lanceurs         | Liquidateur pro K                  |              | Bombe splash    | Jolizator             |
| Lanceurs         | Calibre 3000                       |              | Fontaine        | Armure d'encre        |
| Lanceurs         | Calibre 3000 chic                  |              | Mur d'encre     | Choc chromatique      |
| Lanceurs         | Nettoyeur XL                       |              | Brume toxique   | Multi-missile         |
| Lanceurs         | Nettoyeur XL modifié               |              | Bombe ballon    | Pigmalance            |
| Lanceurs         | Arroseur léger                     |              | Bombe curling   | Chromo-sphère         |
| Lanceurs         | Arroseur léger Cétacé              |              | Bombe ballon    | Chromo-jet            |
| Lanceurs         | Arroseur léger K                   |              | Mur d'encre     | Ultra-tamponneur      |
| Lanceurs         | Arroseur lourd                     |              | Détecteur       | Multi-missile         |
| Lanceurs         | Arroseur lourd Cétacé              |              | Bombe gluante   | Armure d'encre        |
| Lanceurs         | Arroseur lourd Cerise              |              | Mur d'encre     | Lance-bulles          |
| Lanceurs         | Compresseur                        |              | Mur d'encre     | Pigmalance            |
| Lanceurs         | Compresseur alu                    |              | Bombe splash    | Lance-bulles          |
| Lanceurs         | Lanceur héroïque (réplique)        |              | Bombe ballon    | Choc chromatique      |
| Lanceurs         | Lanceur Octaling (réplique)        |              | Bombe splash    | Chromo-jet            |
| Rouleaux         | Rouleau carbone                    |              | Bombe robot     | Pluie d'encre         |
| Rouleaux         | Rouleau carbone chic               |              | Bombe ballon    | Lance-bombes robots   |
| Rouleaux         | Rouleau                            |              | Bombe curling   | Choc chromatique      |
| Rouleaux         | Rouleau griffé                     |              | Balise de saut  | Chromo-sphère         |
| Rouleaux         | Rouleau K                          |              | Bombe splash    | Lance-bulles          |
| Rouleaux         | Dynamo-rouleau                     |              | Mine            | Pigmalance            |
| Rouleaux         | Dynamo-rouleau tesla               |              | Bombe splash    | Armure d'encre        |
| Rouleaux         | Dynamo-rouleau K                   |              | Fontaine        | Jolizator             |
| Rouleaux         | Flexi-rouleau                      |              | Mur d'encre     | Lance-bombes splash   |
| Rouleaux         | Flexi-rouleau alu                  |              | Bombe gluante   | Multi-missile         |
| Rouleaux         | Rouleau héroïque (réplique)        |              | Bombe curling   | Choc chromatique      |
| Fusils           | Décap'express Alpha                |              | Détecteur       | Armure d'encre        |
| Fusils           | Décap'express Bêta                 |              | Bombe robot     | Chromo-sphère         |
| Fusils           | Décap'express Gamma                |              | Bombe gluante   | Chromo-jet            |
| Fusils           | Concentraceur                      |              | Bombe splash    | Pigmalance            |
| Fusils           | Concentraceur griffé               |              | Mur d'encre     | Lance-bombes gluantes |
| Fusils           | Concentraceur K                    |              | Fontaine        | Chromo-sphère         |
| Fusils           | Concentraceur zoom                 |              | Bombe splash    | Pigmalance            |
| Fusils           | Concentraceur zoom griffé          |              | Mur d'encre     | Lance-bombes gluantes |
| Fusils           | Concentraceur zoom K               |              | Fontaine        | Chromo-sphère         |
| Fusils           | Extraceur +                        |              | Mine            | Pluie d'encre         |
| Fusils           | Extraceur + modifié                |              | Balise de saut  | Lance-bulles          |
| Fusils           | Extraceur + zoom                   |              | Mine            | Pluie d'encre         |
| Fusils           | Extraceur + zoom modifié           |              | Balise de saut  | Lance-bulles          |
| Fusils           | Bimbamboum Mk I                    |              | Bombe curling   | Multi-missile         |
| Fusils           | Bimbamboum Mk II                   |              | Brume toxique   | Lance-bombes ballons  |
| Fusils           | Bimbamboum Mk III                  |              | Bombe soda      | Lance-bulles          |
| Fusils           | Détubeur                           |              | Bombe gluante   | Choc chromatique      |
| Fusils           | Détubeur modifié                   |              | Bombe curling   | Chromo-jet            |
| Fusils           | Concentraceur héroïque (réplique)  |              | Bombe splash    | Pigmalance            |
| Doubles-encreurs | Double moucheteur                  |              | Balise de saut  | Lance-bombes gluantes |
| Doubles-encreurs | Double moucheteur nuancé           |              | Brume toxique   | Pluie d'encre         |
| Doubles-encreurs | Double moucheteur dépoli           |              | Bentorpille     | Choc chromatique      |
| Doubles-encreurs | Double encreur                     |              | Bombe ballon    | Multi-missile         |
| Doubles-encreurs | Double encreur griffé              |              | Bombe curling   | Chromo-jet            |
| Doubles-encreurs | Double encreur K                   |              | Bombe gluante   | Chromo-sphère         |
| Doubles-encreurs | Double Kelvin 525                  |              | Mine            | Chromo-jet            |
| Doubles-encreurs | Double Kelvin 525 chic             |              | Mur d'encre     | Chromo-sphère         |
| Doubles-encreurs | Double Kelvin 525 K                |              | Bombe soda      | Armure d'encre        |
| Doubles-encreurs | Double nettoyeur                   |              | Détecteur       | Multi-missile         |
| Doubles-encreurs | Double nettoyeur modifié           |              | Bombe splash    | Pluie d'encre         |
| Doubles-encreurs | Double voltigeur noir              |              | Bombe robot     | Choc chromatique      |
| Doubles-encreurs | Double voltigeur blanc             |              | Fontaine        | Lance-bombes robots   |
| Doubles-encreurs | Double encreur héroïque (réplique) |              | Bombe ballon    | Multi-missile         |
| Blasters         | Proxiblaster                       |              | Bombe splash    | Chromo-sphère         |
| Blasters         | Proxiblaster Néo                   |              | Mine            | Lance-bombes gluantes |
| Blasters         | Proxiblaster K                     |              | Bombe soda      | Pluie d'encre         |
| Blasters         | Éclablaster                        |              | Brume toxique   | Choc chromatique      |
| Blasters         | Éclablaster modifié                |              | Bombe robot     | Chromo-jet            |
| Blasters         | Éclablaster XL                     |              | Bombe gluante   | Pluie d'encre         |
| Blasters         | Éclablaster XL griffé              |              | Bombe curling   | Lance-bulles          |
| Blasters         | Éclablaster Nox                    |              | Bombe ballon    | Multi-missile         |
| Blasters         | Rafablaster                        |              | Bombe splash    | Pigmalance            |
| Blasters         | Rafablaster Néo                    |              | Bombe curling   | Multi-missile         |
| Blasters         | Turboblaster                       |              | Mine            | Lance-bombes splash   |
| Blasters         | Turboblaster chic                  |              | Bombe gluante   | Chromo-jet            |
| Blasters         | Turboblaster K                     |              | Bentorpille     | Chromo-sphère         |
| Blasters         | Turboblaster pro                   |              | Brume toxique   | Pluie d'encre         |
| Blasters         | Turboblaster pro chic              |              | Mur d'encre     | Armure d'encre        |
| Blasters         | Blaster héroïque (réplique)        |              | Brume toxique   | Choc chromatique      |
| Seaux            | Seauceur                           |              | Bombe gluante   | Multi-missile         |
| Seaux            | Seauceur chic                      |              | Fontaine        | Chromo-sphère         |
| Seaux            | Seauceur Diabolo                   |              | Bombe splash    | Lance-bombes ballons  |
| Seaux            | Dépoteur                           |              | Bombe ballon    | Armure d'encre        |
| Seaux            | Dépoteur nuancé                    |              | Bombe splash    | Pluie d'encre         |
| Seaux            | Encrifugeur                        |              | Bombe ballon    | Pigmalance            |
| Seaux            | Encrifugeur Néo                    |              | Détecteur       | Lance-bombes splash   |
| Seaux            | Encrifugeur K                      |              | Bombe soda      | Choc chromatique      |
| Seaux            | Bassineur                          |              | Mur d'encre     | Pluie d'encre         |
| Seaux            | Bassineur chic                     |              | Fontaine        | Lance-bombes gluantes |
| Seaux            | Détoneur                           |              | Fontaine        | Lance-bulles          |
| Seaux            | Détoneur modifié                   |              | Détecteur       | Chromo-sphère         |
| Seaux            | Seauceur héroïque (réplique)       |              | Bombe gluante   | Multi-missile         |
| Badigeonneurs    | Badigeonneur XS                    |              | Bombe ballon    | Multi-missile         |
| Badigeonneurs    | Badigeonneur XS griffé             |              | Bombe curling   | Pluie d'encre         |
| Badigeonneurs    | Badigeonneur XS K                  |              | Brume toxique   | Ultra-tamponneur      |
| Badigeonneurs    | Badigeonneur                       |              | Fontaine        | Pigmalance            |
| Badigeonneurs    | Badigeonneur chic                  |              | Mur d'encre     | Lance-bulles          |
| Badigeonneurs    | Badigeonneur Disco                 |              | Détecteur       | Jolizator             |
| Badigeonneurs    | Exteinteur                         |              | Bombe robot     | Choc chromatique      |
| Badigeonneurs    | Exteinteur modifié                 |              | Mine            | Armure d'encre        |
| Badigeonneurs    | Badigeonneur stylo                 |              | Brume toxique   | Chromo-jet            |
| Badigeonneurs    | Badigeonneur stylo nuancé          |              | Balise de saut  | Pluie d'encre         |
| Badigeonneurs    | Nautilus 47                        |              | Détecteur       | Chromo-sphère         |
| Badigeonneurs    | Nautilus 79                        |              | Bombe gluante   | Chromo-jet            |
| Badigeonneurs    | Badigeonneur héroïque (réplique)   |              | Fontaine        | Pigmalance            |
| Para-encres      | Para-encre                         |              | Fontaine        | Pluie d'encre         |
| Para-encres      | Para-encre Sorella                 |              | Bombe robot     | Lance-bombes splash   |
| Para-encres      | Para-encre XL                      |              | Balise de saut  | Lance-bulles          |
| Para-encres      | Para-encre XL Sorella              |              | Mur d'encre     | Lance-bombes curling  |
| Para-encres      | Para-encre XL treillis             |              | Mine            | Ultra-tamponneur      |
| Para-encres      | Para-encre espion                  |              | Mine            | Choc chromatique      |
| Para-encres      | Para-encre espion Sorella          |              | Bombe splash    | Chromo-sphère         |
| Para-encres      | Para-encre espion K                |              | Bentorpille     | Armure d'encre        |
| Para-encres      | Para-encre héroïque (réplique)     |              | Fontaine        | Pluie d'encre         |
| Épinceaux        | Épinceau                           |              | Bombe splash    | Choc chromatique      |
| Épinceaux        | Épinceau nuancé                    |              | Mine            | Chromo-sphère         |
| Épinceaux        | Épinceau K                         |              | Bombe gluante   | Ultra-tamponneur      |
| Épinceaux        | Épinceau permanent                 |              | Fontaine        | Armure d'encre        |
| Épinceaux        | Épinceau brosse                    |              | Bombe robot     | Chromo-jet            |
| Épinceaux        | Épinceau brosse nuancé             |              | Balise de saut  | Multi-missile         |
| Épinceaux        | Épinceau héroïque réplique         |              | Bombe robot     | Chromo-jet            |

### Bonus d'équipements
Chaque pièce d'équipement a un bonus probable et un bonus improbable, sauf pour M.Ours S.A, Macalamar et Amiibo.
| Bonus d'équipement | Bonus d'équipement en Bonus principal |
| --- | --- |
| Encrémenteur (principal) Encrémenteur (secondaire) Levée d'encre Course à pied Turbo-calamar Jauge spéciale + Baisse spéciale - Arme spéciale + Sans temps morts Aérodynamisme Arme secondaire + Pieds au sec Filtre à explosions II Arme principale + | Chapeaux de roue Ultime sursaut Justice Come-back Ninjalamar Revanche Encre thermique Retour perdant Bonus x2 (exclusif au T-shirt festif) Réception réussie Démolition Super roulade |

## Développement

### Début
Selon Hisashi Nogami, le producteur du jeu, le développement a réellement commencé en octobre 2015 :
« Nous faisions des recherches techniques fondamentales pendant que nous travaillions sur les mises à jour pour Splatoon, donc il n'y a pas réellement eu de coupure claire entre les deux jeux. Cependant, le développement sur Splatoon 2 a commencé sérieusement à partir d'octobre 2015. »

### Choix de l'apparence
Toujours selon Hisashi Nogami : 
« La Guerre de Territoires à laquelle participent les Inklings s'inspire des sports extrêmes auxquels s'adonnent dans la vraie vie, comme le skateboard ou le BMX, par exemple. Nous avons donc imaginé que les joueurs qui seraient attirés par cette dimension compétitive seraient plutôt les jeunes, intéressés par la mode. Les environnements urbains que nous avons conçus sont des endroits où l'on imagine que ces jeunes se retrouvent, afin qu'ils puissent s'identifier aux Inklings une fois en jeu. »

## Accueil

### Critique
Les critiques du jeu sont plutôt positive dans l'ensemble. Il obtient une moyenne de 83/100 sur Metacritic. 
Selon le site Jeuxvideo.com, le jeu s'inscrit parfaitement dans la continuité du premier opus et est toujours aussi amusant. L'ajout du mode Salmon Run ainsi que les nouveaux équipements sont des bon ajouts. Il précise cependant : 
« Notez toutefois que le mix entre grinding forcé, modes et maps en rotation et longue attente entre les matchs peut froisser les plus impatients devant un titre qui leur demande une certaine assiduité pour dévoiler l’ensemble de son catalogue. »
Le site Gamekult, quant à lui, trouve Splatoon 2 incomplet. Il déplore le manque de nouveautés par rapport au premier opus. En effet, le mode solo et multijoueur sont très proches de l'opus précédent. Mis à part Salmon Run qui est une bonne surprise :
« Le mode Salmon Run en coop est heureusement une belle réussite. En truffant son mode Horde de boss rigolos "à la Nintendo" pour gonfler les (trois) vagues de saumons dégueu qui débordent, les développeurs ont dynamisé un peu la formule. »

#### DLC «Octo Expansion»
Le quotidien belge Le Soir, trouve l'ajout « accrochant » mais pas indispensable :
« Tout au long des 80 niveaux qui composent cette extension solo, les joueurs devront donc prendre part à des défis tous plus délirants les uns que les autres, […] Chaque défi sera l’occasion de travailler ses réflexes, car le niveau de difficulté du mode solo a été revu fortement à la hausse avec cette extension et les développeurs de Splatoon 2 n’ont pas hésité à jouer la carte du Die & Retry, forçant les joueurs à recommencer plusieurs fois un même niveau pour le passer. »
Il critique cependant son prix trop élevé et son contenu assez limité : 
« Splatoon 2 restant un titre pensé pour le multijoueur, Octo Expansion parviendra difficilement à convaincre la majorité des joueurs. Il faut dire que son prix excessif (19,99 €) et son contenu relativement limité en font un divertissement relativement onéreux – et pas forcément indispensable. »

### Ventes
Trois jours après sa sortie, Splatoon 2 se vend à 670 955 exemplaires au Japon. En avril 2018, Nintendo annonce 6,02 millions de ventes, puis 7,47 millions au 30 septembre. En mars 2019, le jeu totalise 8,70 millions d'exemplaires tandis qu'en juin 2019, il en totalise 9,02 millions,. Fin septembre 2020, le jeu totalise 11,27 millions de copies vendues. Au 31 mars 2021, les ventes atteignent 12.21 millions d'exemplaires.